# تانسور تنش–انرژی
تانسور تنش-انرژی (گاهی تانسور تنش-انرژی-تکانه) در فیزیک نظری مبین فرم تانسوری شار چگالی و انرژی در گستره فضا-زمان چند بعدی و تعمیم دهنده مفهوم تنش در مکانیک نیوتنی است. مهمترین کاربرد آن نیز در معادلات میدان اینشتین می باشد.
در هیدرودینامیک نسبیتی تانسور تنش-انرژی به فرم زیر است:
{\displaystyle T^{\alpha \beta }\,=\left(\rho +p\right)u^{\alpha }u^{\beta }+pg^{\alpha \beta }}
که در آن {\displaystyle \rho } چگالی انرژی و {\displaystyle p} چگالی فشار هیدروستاتیک بوده و {\displaystyle u^{\alpha }} چهار بردار سرعت است به طوریکه
{\displaystyle u^{\alpha }u^{\beta }g_{\alpha \beta }=-c^{2}\,.}
{\displaystyle u^{\alpha }=(1,0,0,0)\,,}
و {\displaystyle g^{\alpha \beta }} متریک یا سنجه می باشند:
{\displaystyle g^{\alpha \beta }\,=\left({\begin{matrix}-c^{-2}&0&0&0\\0&1&0&0\\0&0&1&0\\0&0&0&1\end{matrix}}\right)\,,}
بنابراین ماتریس تانسور تنش-انرژی چنین خواهد بود:
{\displaystyle T^{\alpha \beta }=\left({\begin{matrix}\rho &0&0&0\\0&p&0&0\\0&0&p&0\\0&0&0&p\end{matrix}}\right).}
مشتق هموردا (کواریانت) تانسور تنش-انرژی نیز منجر به معادله حرکت اویلر لاگرانژ می شود

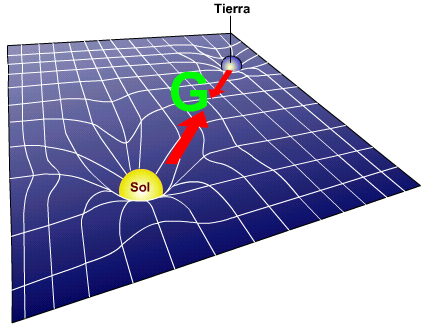
در نسبیت عام، انحنای فضا-زمان توسط «تانسور تنش-انرژی» به‌دست می‌آید.

{\displaystyle \eta ^{\mu \nu }\partial _{\mu }\partial _{\nu }\phi +V'(\phi )=\partial _{t}^{2}\phi -\nabla ^{2}\phi +V'(\phi )=0}